# Vú
Đối với các định nghĩa khác, xem Vú (định hướng).
Vú là một trong hai phần nổi bật nằm ở khu vực bên trên của phần bụng của một loài linh trưởng. Cả con cái và con đực đều phát triển vùng ngực từ các mô phôi giống nhau.
Ở phụ nữ, vùng ngực hay vòng 1 đóng vai trò là một tuyến vú, sản xuất và tiết ra sữa để cung cấp dinh dưỡng cho trẻ sơ sinh. Lớp mỡ dưới da phủ và bao quanh một mạng lưới các ống dẫn hội tụ tại đầu vú, và những mô này tạo nên kích thước và hình dáng của vùng ngực. Ở cuối các ống dẫn sữa là tiểu thùy, hoặc cụm phế nang, nơi sữa được sản xuất và lưu trữ phản ứng với các tín hiệu nội tiết. Khi mang thai, vùng ngực phản ứng với sự tương tác phức tạp của các hormone, bao gồm estrogen, progesterone và prolactin, để hoàn thành quá trình phát triển, cụ thể là sự trưởng thành của tiểu thùy phế nang, để chuẩn bị cho việc tiết sữa và cho con bú.
Loài người là loài duy nhất trong thế giới động vật có bộ ngực vĩnh viễn. Khi đến tuổi dậy thì, sự kết hợp giữa hormone estrogen và hormone tăng trưởng sẽ góp phần tạo nên sự phát triển vĩnh viễn của vùng ngực ở phụ nữ. Điều này chỉ xảy ra ở mức độ thấp hơn đáng kể so với nhiều loài linh trưởng khác—phát triển vùng ngực ở các loài linh trưởng khác thường chỉ xảy ra trong trường hợp mang thai. Ngoài chức năng quan trọng là cung cấp dưỡng chất cho trẻ sơ sinh, bộ ngực phụ nữ còn mang theo các đặc điểm về xã hội và tình dục. Bộ ngực đã xuất hiện trong nghệ thuật điêu khắc, nghệ thuật và nhiếp ảnh cổ điển cũng như hiện đại. Chúng có thể nổi bật trong quá trình nhận thức về cơ thể và sự hấp dẫn tình dục của phụ nữ. Một số nền văn hóa liên kết ngực với tình dục và thường coi việc trần ngực tại nơi công cộng là thiếu phù hợp hoặc không phải là hành vi đứng đắn. Vùng ngực, đặc biệt là núm vú, được xem là vùng cảm giác nhạy cảm.

## Nguyên gốc và thuật ngữ
Từ tiếng Anh "breast" xuất phát từ từ cổ tiếng Anh "brēost" (nghĩa là ngực, vú), có nguồn gốc từ từ cổ Tiếng Anh brēost, rồi từ Tiếng Đức Tiền sử breustam (ngực), và còn trở về căn gốc Tiếng Ấn-Âu Tiền sử "bhreus–" (tăng trưởng, nảy mầm). Cách viết "breast" phù hợp với cách phát âm ở Scotland và vùng Bắc nước Anh. Từ điển "Merriam-Webster" ghi nhận rằng "Tiếng Anh Trung cổ brest, [có nguồn] từ Tiếng Anh cổ brēost; có nguồn từ Tiếng Đức Cao cổ brust..., Tiếng Ai-len cổ brú [bụng], và Tiếng Nga bryukho"; thuật ngữ này được sử dụng từ trước thế kỷ 12.
Trong tiếng Anh, có nhiều cụm từ địa phương để chỉ ngực, từ những cụm từ lịch sự tới những cụm từ lóng hoặc tục. Một số cụm từ lóng tục có thể bị coi là xúc phạm hoặc mang tính phân biệt đối với phụ nữ.

## Sự phát triển tiến hóa
Trong số các loài động vật, loài người là duy nhất có ngực tăng kích thước vĩnh viễn sau khi đạt tuổi dậy thì (còn được gọi là tuổi dậy thì ở con người). Tại sao sự thay đổi tiến hóa này xảy ra vẫn chưa được hiểu rõ. Một số giả thuyết đã được đưa ra:
Một khả năng được đề xuất liên quan đến quá trình tổng hợp chất nội tiết là tiền chất của hormone steroid dehydroepiandrosterone, diễn ra trong các vùng giàu mỡ trên cơ thể như mông và ngực. Điều này đã góp phần vào sự phát triển não bộ của con người và đóng vai trò trong việc tăng kích thước não. Việc ngực tăng kích thước có thể đã bắt đầu từ giai đoạn của loài Homo ergaster (1,7-1,4 triệu năm trước). Sau đó, có thể đã có các giả thuyết khác về hình thành ngực trở thành nguyên nhân chính.
Có ý kiến từ các nhà động vật học Avishag và Amotz Zahavi rằng kích thước ngực của con người có thể được giải thích bằng lý thuyết nguyên tắc làm khuyết về sự khác biệt giới. Theo ý kiến này, ngực lớn của phụ nữ có thể được hiểu là một cách trình diễn chân thành về sức khỏe của phụ nữ và khả năng phát triển và mang chúng suốt cuộc đời. Đối tượng tiềm năng sau đó có thể đánh giá gen của một đối tác tiềm năng dựa trên khả năng duy trì sức khỏe của cô ấy ngay cả khi cô ấy phải chịu gánh nặng năng lượng bổ sung.
Nhà động vật học Desmond Morris đưa ra một cách tiếp cận theo góc độ xã hội sinh học trong cuốn sách khoa học của ông The Naked Ape. Ông đề xuất, thông qua việc so sánh với các loài linh trưởng khác, rằng ngực tiến hóa để thay thế mông phình to làm tín hiệu tình dục cho quá trình rụng trứng. Ông lưu ý làm thế nào con người có dương vật và ngực đều lớn so với kích thước của họ. Hơn nữa, người tiền sử đã chọn cách di chuyển bằng hai chân và giao hợp khuôn mặt đối mặt. Do đó, ông đề xuất rằng tín hiệu tình dục phình to giúp duy trì mối liên kết giữa đôi vợ chồng dù họ thực hiện các nhiệm vụ khác nhau và do đó bị tách biệt trong khoảng thời gian dài.
Trong cuốn sách nghiên cứu "Tiến hóa của Ngực Con Người" (2001), đã được đề xuất rằng hình dáng tròn của ngực phụ nữ đã phát triển để ngăn trẻ sơ sinh bú mà không bị ngạt thở. Điều này liên quan đến hàm nhỏ của trẻ sơ sinh người, khi không thể nối tiếp từ khuôn mặt để đến vú, dẫn đến việc ngực có hình dáng phẳng có thể che lấp mũi của trẻ nếu đặc thù như với tinh tinh. Với sự lùi lại của hàm người trong khuôn mặt, cơ thể phụ nữ đã bù đắp bằng cách có ngực tròn hơn.
Người ta cũng đưa ra ý kiến khác từ Ashley Montague (1965), cho rằng sự xuất hiện của ngực là sự thích nghi cho việc cho ăn trẻ sơ sinh với một lý do khác. Khi tổ tiên người bắt đầu đứng thẳng và mất lông cơ thể, việc mang trẻ ở hông hoặc vai trở nên cần thiết thay vì trên lưng như các loài khác. Điều này khiến cho trẻ khó tìm vú và chỗ để bám vào lông cơ thể của mẹ. Sự di động của vú trên ngực lớn của hầu hết phụ nữ giúp trẻ dễ dàng tìm thấy và nắm bám để bú.
Có các ý kiến khác, bao gồm việc ngực lớn vĩnh viễn có thể thu hút đối tác, ngực "đung đưa" cung cấp cho trẻ điểm tựa, hoặc ngực lớn vĩnh viễn chia sẻ chức năng của một bướu lưng của lạc đà, để tích trữ mỡ như dự trữ năng lượng.

## Cấu trúc của ngực
1. Thành ngực
2. Cơ ngực lớn
3. Thùy
4. Núm vú
5. Quầng vú
6. Ống dẫn sữa
7. Mô mỡ
8. Da

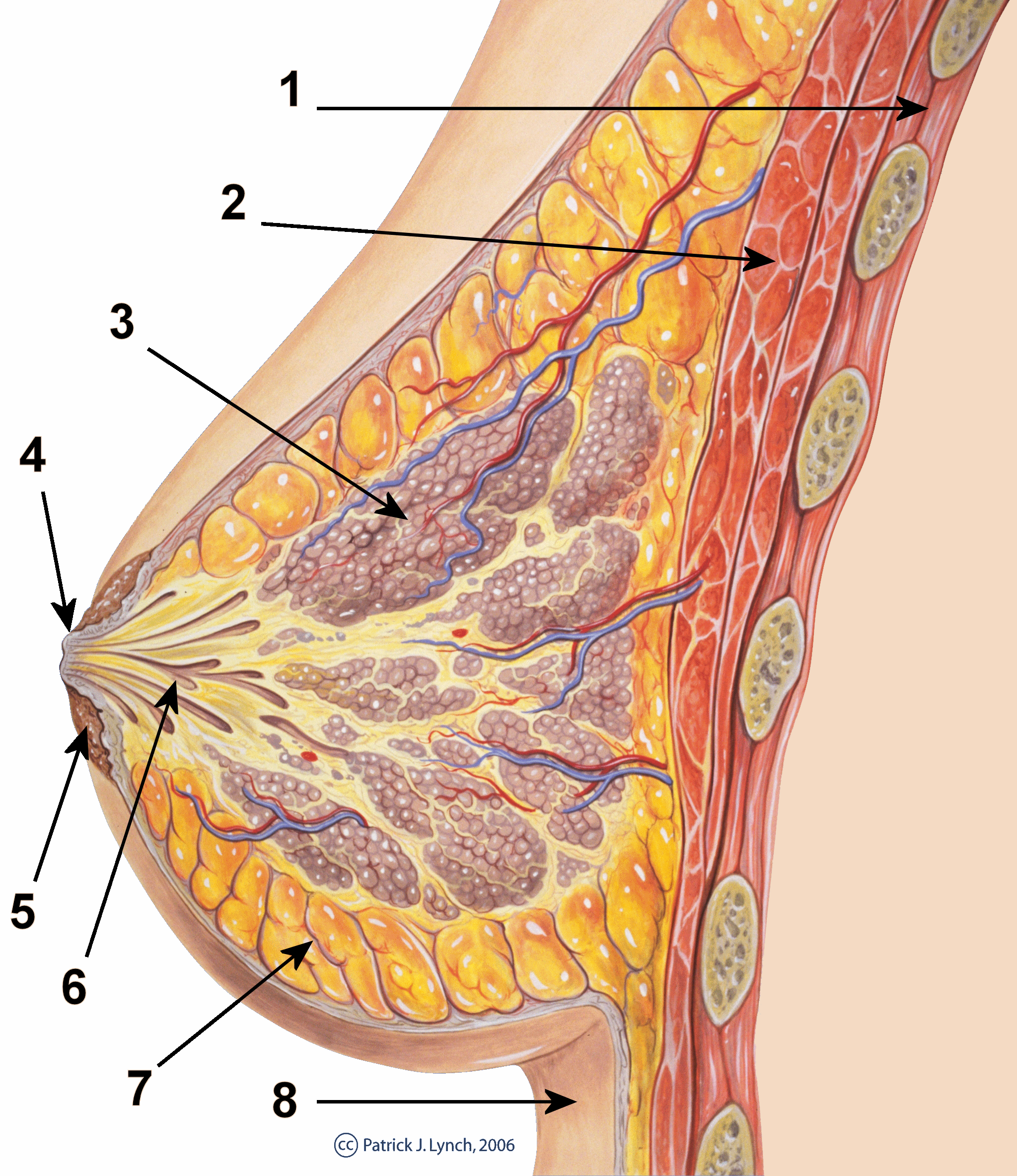
Sơ đồ cắt ngang về tuyến vú.

Ở phụ nữ, ngực nằm ở phía trên cơ ngực lớn và nằm từ mức xương sườn thứ hai đến mức xương sườn thứ sáu phía trước của lồng ngực; tức là, ngực phủ một phần lớn khu vực ngực và bức tường ngực. Phía trước của ngực, mô vú có thể kéo dài từ Gan cửa xương (gò cổ) đến giữa xương ức (xương vú). Ở hai bên hông của ngực, mô vú có thể kéo dài vào Nách và có thể đến tận phía sau là Cơ sườn lưng rộng, kéo dài từ lưng dưới đến xương cánh tay (xương bắp trên). Dưới dạng một tuyến vú, ngực bao gồm các lớp mô khác nhau, chủ yếu là hai loại: Mô mỡ; và mô tuyến, có tác động đến việc tiết sữa của ngực.:115
Về hình thái học, ngực có hình dáng giống nước mắt. Lớp mô ở phần ngoại cùng (màng mỡ bề ngoài) được tách ra khỏi da bởi lớp mỡ dưới da (mô mỡ). Các dây treo dây đeo Cooper là những phần mở rộ từ lớp màng mỡ bề ngoài đến lớp da bọc. Ngực của phụ nữ người lớn chứa 14–18 búi vú tiết sữa không đều hội tụ tại vùng vú. Những ống tiết sữa có đường kính 2.0–4.5 mm và được bao quanh ngay lập tức bởi mô liên kết dày đặc hỗ trợ tuyến vú. Sữa chảy ra khỏi ngực thông qua vú, được bao quanh bởi vùng da có màu gọi là bầu vú. Kích thước của bầu vú có thể thay đổi rộng rãi ở các phụ nữ. Bầu vú chứa các tuyến mồ hôi biến đổi gọi là Tuyến Montgomery. Những tuyến này tiết ra chất dầu nhờn để làm trơn và bảo vệ vú trong quá trình cho con bú. Các hợp chất bay hơi trong những chất tiết này cũng có thể làm kích thích mùi để kích thích nhu cầu ăn của trẻ sơ sinh.
Kích thước và trọng lượng của ngực có sự biến đổi rộng rãi giữa các phụ nữ. Ngực cỡ nhỏ đến trung bình có trọng lượng từ 500 gram (1,1 pound) hoặc ít hơn, và ngực cỡ lớn có thể nặng khoảng 750 đến 1.000 gram (1,7 đến 2,2 pound) hoặc hơn. Về thành phần, ngực chứa khoảng 80 đến 90% mô stoma (mỡ và mô liên kết), trong khi mô tế bào biểu hoặc tuyến chỉ chiếm khoảng 10 đến 20% thể tích của ngực. Tỷ lệ thành phần mô của ngực cũng biến đổi giữa các phụ nữ. Một số phụ nữ có tỷ lệ mô tuyến so với mô mỡ hoặc mô liên kết cao hơn. Tỷ lệ mỡ tới mô liên kết xác định độ dày hoặc độ cứng của vú. Trong suốt cuộc đời phụ nữ, ngực của họ thay đổi về kích thước, hình dáng và trọng lượng do sự thay đổi hormone trong giai đoạn dậy thì, chu kỳ kinh nguyệt, mang thai, cho con bú và mãn kinh.

### Cấu trúc tuyến

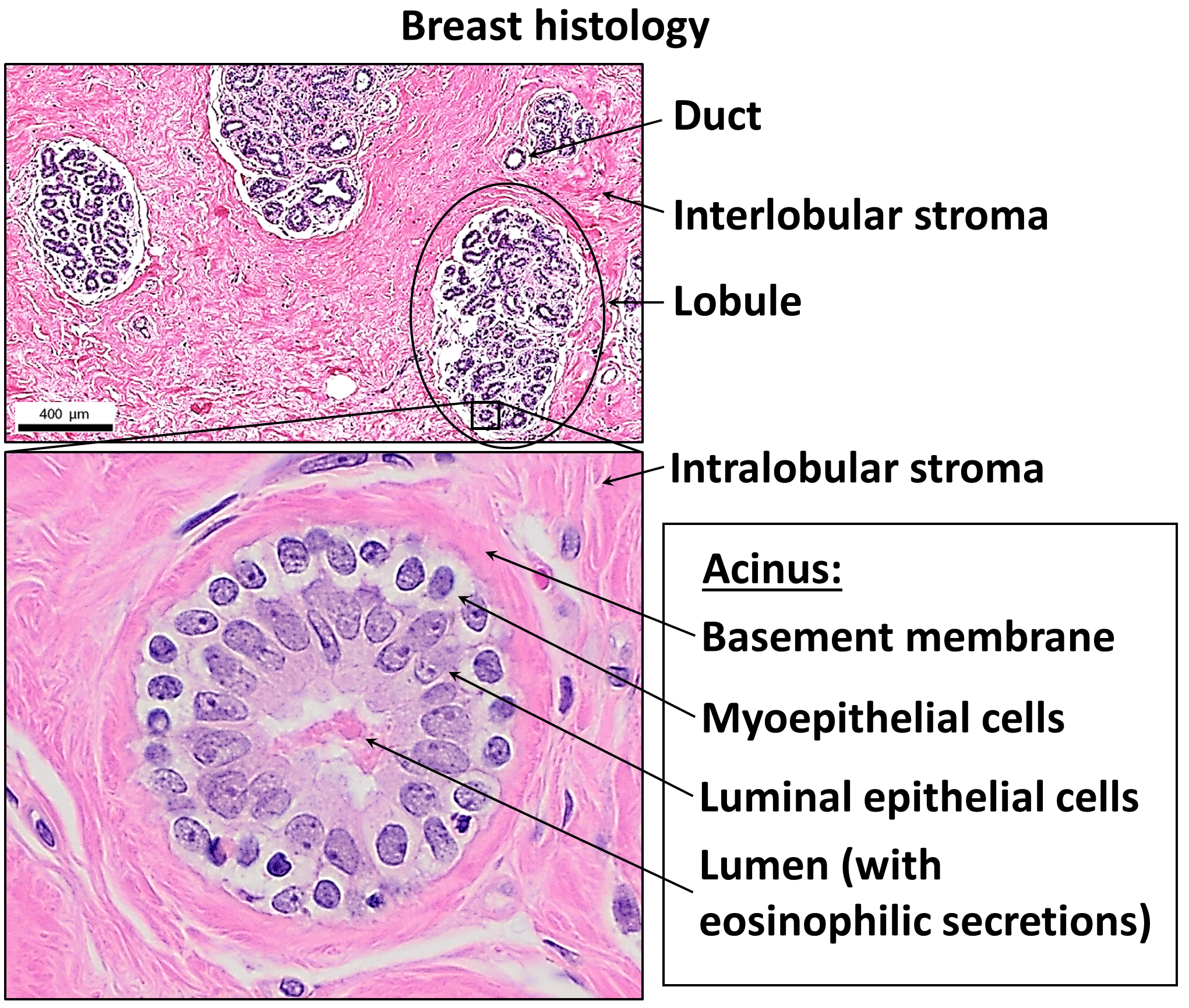
Cấu trúc bình thường của ngực.

Ngực là một tuyến apocrine sản xuất sữa được sử dụng để cho ăn bé sơ sinh. Đầu vú của ngực được bao quanh bởi vùng vùng areola (khu vực đầu-vùng areola). Vùng areola có nhiều tuyến dầu, và màu da biến đổi từ hồng đến nâu đậm. Các đơn vị cơ bản của ngực là các đơn vị ống tiết sữa nút cuối (TDLUs), sản xuất sữa ngực mỡ. Chúng đảm nhận chức năng nuôi con bằng cách hoạt động như một tuyến vú. Chúng được phân bố khắp cơ thể của ngực. Khoảng hai phần ba mô tiết sữa nằm trong khoảng cách 30 mm từ gốc đầu vú. Các ống tiết sữa cuối cùng dẫn sữa từ TDLUs vào 4-18 ống tiết sữa, dẫn sữa đến đầu vú. Tỷ lệ tuyến sữa so với mỡ là 2:1 ở phụ nữ đang cho con bú, và 1:1 ở phụ nữ không đang cho con bú. Ngoài các tuyến sữa, ngực còn bao gồm các mô liên kết (collagen, elastin), mỡ trắng và ligament Cooper treo. Cảm giác trong ngực được cung cấp bởi sự gây mê của hệ thần kinh ngoại vi thông qua các nhánh da phía trước (anterior) và hai bên (lateral) của các dây thần kinh nội xâm thứ tư, thứ năm và thứ sáu. Dây thần kinh T-4 (Dây thần kinh cột sống thắt lưng 4), cung cấp cảm giác cho khu vực đầu-vùng areola.

### Lưu thông bạch huyết
Khoảng 75% bạch huyết từ vùng ngực chảy đến các nút bạch huyết nách cùng phía trên cơ thể, trong khi 25% bạch huyết di chuyển đến các nút gần xương xịt (parasternal) (ở bên cạnh xương xịt).:116 Một lượng nhỏ bạch huyết còn lại chuyển đến nút bạch huyết của ngực khác và các nút bạch huyết bụng. Vùng dưới vùng areola có một mạng bạch huyết được gọi là "mạng bạch huyết dưới areola của Sappey". Các nút bạch huyết nách bao gồm các nhóm nút pectoral (ở ngực), subscapular (dưới xương bả vai), và humeral (vùng xương cánh tay) mà dòng chảy đến các nút bạch huyết nách trung tâm và nút bạch huyết nách đỉnh. Việc lưu thông bạch huyết từ vùng ngực đặc biệt quan trọng trong ung thư học do ung thư vú thường xuất phát từ tuyến vú, và tế bào ung thư có thể lan truyền (tách ra) từ khối u và lan tỏa đến các bộ phận khác của cơ thể thông qua hệ thống bạch huyết.

### Hình dáng, cấu trúc và hỗ trợ
Các biến thể về hình dáng, kích thước, thể tích, mật độ mô, vị trí cơ ngực và khoảng cách của vùng ngực quyết định hình dáng tự nhiên, diện mạo và vị trí trên ngực phụ nữ. Kích thước vùng ngực và các đặc điểm khác không dự đoán tỷ lệ mỡ tới tuyến sữa hoặc khả năng cho phụ nữ cho con bú. Kích thước và hình dáng của vùng ngực bị ảnh hưởng bởi các thay đổi hormone bình thường trong cuộc sống (sự phát triển ngực, kinh nguyệt, mang thai, mãn kinh) và các tình trạng y tế (ví dụ như tăng trưởng vùng ngực ở trinh nữ). Hình dáng của vùng ngực được tự nhiên xác định bởi sự hỗ trợ của các dây chằng Cooper, cấu trúc cơ và xương ở dưới ngực, và bởi vỏ da bọc. Các dây chằng Cooper giữ vững ngực từ xương gáy (xương chìm) và màng cơ xương gáy-ngực (xương chìm và ngực) bằng cách xuyên qua và bao quanh mô mỡ và tuyến sữa. Ngực được định vị, gắn kết và được hỗ trợ bởi tường ngực, trong khi hình dáng của nó được thiết lập và duy trì bởi vỏ da. Ở hầu hết phụ nữ, một bên ngực sẽ hơi lớn hơn bên kia. Sự không đối xứng rõ ràng và kéo dài hơn về kích thước vùng ngực xảy ra ở khoảng 25% phụ nữ.
Mặc dù nhiều người thường nghĩ rằng việc cho con bú sẽ làm ngực bị chảy xệ, nhưng các nhà nghiên cứu đã tìm thấy rằng nguyên nhân gây chảy xệ của ngực ở phụ nữ chủ yếu bao gồm bốn yếu tố quan trọng: hút thuốc lá, số lượng lần mang thai, trọng lực và tăng hoặc giảm cân.
Phần dưới của mỗi ngực được nối với ngực bằng màng sâu trải dài trên cơ ngực lớn. Khoảng không gian giữa ngực và cơ ngực lớn, gọi là không gian sau ngực, giúp cho ngực có khả năng di chuyển.
Phần ngực của chúng ta nằm trong ngăn của ngực (không gian ngực), dần dần nghiêng ra ngoài từ điểm gắn với xương ngực ở phía trên (gần xương ngực) và từ phía trên xuống những xương sườn thấp nhất, tạo nên sự hỗ trợ cho ngực. Vùng gấp dưới ngực, nơi mặt dưới của ngực tiếp xúc với ngực, là một đặc điểm cơ bản do da ngực bám dính vào các mô liên kết ở phía dưới da của ngực; vùng gấp dưới ngực là phạm vi dưới cùng của ngực. Thường thì mô ngực bình thường có cảm giác chấn động hoặc hạt nhỏ, mức độ này khác nhau đối với từng người phụ nữ.

## Phát triển
Ngực chủ yếu được tạo thành từ các mô mỡ, mô tuyến, và mô liên kết. Vì các mô này có các thụ thể hormone, kích thước và thể tích của ngực biến đổi theo sự thay đổi hormone cụ thể cho sự phát triển của vùng ngực (thelarche), kinh nguyệt (sản xuất trứng), thai kỳ (sinh sản), cho con bú (cho ăn con cái), và mãn kinh (kết thúc kinh nguyệt).

### Tuổi dậy thì

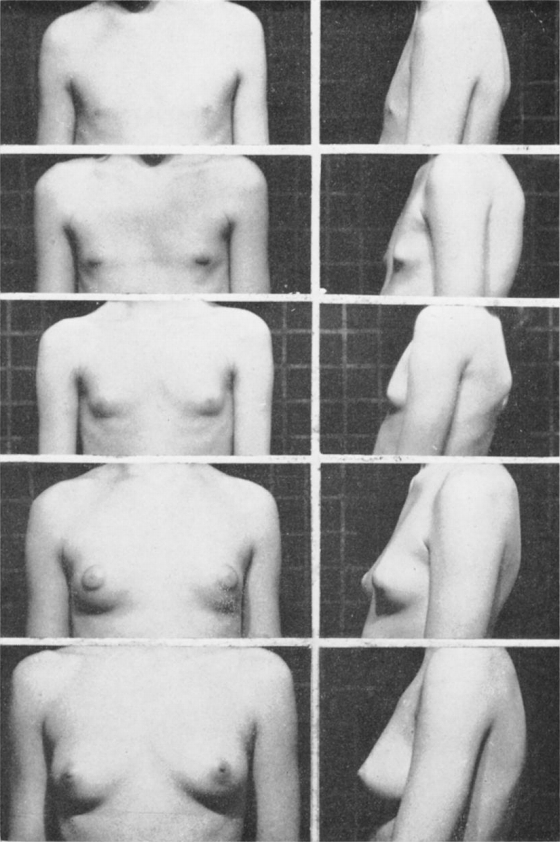
Phát triển ngực trong tuổi dậy thì được đo bằng tỉ lệ năm giai đoạn của tỉ lệ Tanner

Cấu trúc hình thái của ngực con người giống nhau ở cả nam và nữ cho đến tuổi dậy thì. Đối với các cô gái trong giai đoạn phát triển ngực (thelarche), các hormon giới tính nữ (chủ yếu là estrogen) phối hợp với hormon tăng trưởng thúc đẩy sự phát triển, tăng trưởng và phát triển của vùng ngực. Trong thời gian này, các tuyến sữa tăng kích thước và thể tích và bắt đầu nằm trên ngực. Các giai đoạn phát triển của đặc điểm giới tính phụ thuộc (ngực, lông mu, v.v.) được minh họa trong tỉ lệ năm giai đoạn Tanner.
Trong giai đoạn thelarche, vùng ngực đang phát triển có thể không đều kích thước và thường thì ngực bên trái nhỉnh hơn một chút. Tình trạng không đối xứng này là tạm thời và bình thường theo thống kê trong sự phát triển cơ thể và tình dục của phụ nữ. Các vấn đề y tế có thể gây ra sự phát triển quá mức (ví dụ: tăng trưởng vùng ngực ở trinh nữ, tăng trưởng quá mức) hoặc phát triển không đủ (ví dụ: biến dạng vùng ngực ống, tăng trưởng không đủ) ở các cô gái và phụ nữ.
Khoảng hai năm sau khi bắt đầu vào thời kỳ dậy thì (khi cô gái có chu kỳ kinh nguyệt đầu tiên), hormone estrogen và hormone tăng trưởng kích thích sự phát triển và tăng trưởng của mô tuyến, mỡ và mô gắn bám tạo thành ngực. Quá trình này kéo dài khoảng bốn năm cho đến khi hình dáng cuối cùng của ngực (kích thước, thể tích, mật độ) được xác định vào khoảng tuổi 21. Sự phát triển của vùng ngực ở các cô gái bắt đầu từ thời kỳ dậy thì, khác với tất cả các loài động vật có vú khác, trong đó ngực chỉ phát triển khi đang cho con bú.

### Sự biến đổi trong chu kỳ kinh nguyệt
Trong thời kỳ kinh nguyệt, ngực sẽ trở nên phình to do việc giữ nước và tăng trưởng tạm thời.

### Mang thai và cho con bú
Ngực đạt độ trưởng thành đầy đủ khi phụ nữ mang thai lần đầu. Sự thay đổi trong ngực thường là dấu hiệu đầu tiên của thai kỳ. Ngực sẽ trở nên lớn hơn, vùng xung quanh vú trở nên lớn hơn và đậm màu hơn, các tuyến Montgomery sẽ phình lên, và đôi khi tĩnh mạch trở nên rõ ràng hơn. Ngực có thể đau nhức trong thời kỳ mang thai, đặc biệt là trong ba tháng đầu. Đến giữa thai kỳ, ngực đã có khả năng sản xuất sữa vật lý và một số phụ nữ có thể bày tỏ colostrum, một dạng sữa mẹ.
Sự tăng cao của hormone prolactin trong thời kỳ mang thai có vai trò quan trọng trong việc sản xuất sữa. Tuy nhiên, sản xuất sữa bị chặn bởi hormone progesterone và estrogen cho đến sau khi sinh, khi mức độ progesterone và estrogen giảm đi.

### Tuổi mãn kinh
Khi mãn kinh đến, ngực sẽ co rút. Kích thước của ngực có thể giảm đi khi mức độ estrogen trong cơ thể giảm đi. Mô mỡ và tuyến sữa cũng sẽ bắt đầu teo lại. Ngực cũng có thể phình to do tác động phụ từ việc dùng viên tráng miệng kết hợp. Kích thước của ngực cũng có thể thay đổi theo sự biến đổi về cân nặng. Sự thay đổi về hình dáng của ngực thường có thể thấy qua vết rạn da trên bề mặt da ngực; chúng có thể là dấu hiệu lịch sử cho sự gia tăng và giảm đi về kích thước và thể tích của ngực trong suốt quá trình cuộc đời của phụ nữ.

## Việc cho con bú

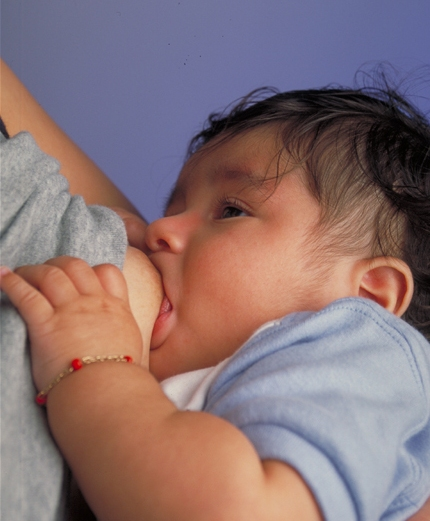
Hình ảnh một em bé được cho con bú

Chức năng quan trọng nhất của ngực, như tuyến vú, là cung cấp sữa mẹ để dinh dưỡng cho em bé. Sữa mẹ được sản xuất trong các tế bào tạo sữa trong các ống nhuyễn. Khi em bé bú, việc kích thích ngực sẽ khiến não của mẹ sản xuất hormone oxytocin. Oxytocin cao kích thích các tế bào cơ xung quanh ống nhuyễn co bóp, làm cho sữa chảy qua các ống nối từ ống nhuyễn đến núm vú.
Các em bé mới sinh đã có bản năng và nhu cầu hút núm vú, và việc cho con bú không chỉ cung cấp dinh dưỡng mà còn mang lại sự thoải mái cho em bé. Sữa mẹ chứa đầy đủ chất dinh dưỡng cần thiết trong 6 tháng đầu đời, và sau đó vẫn là một nguồn dinh dưỡng quan trọng, cùng với thức ăn rắn, ít nhất đến 1 hoặc 2 tuổi.

## Ý nghĩa lâm sàng
Ngực dễ bị ảnh hưởng bởi nhiều tình trạng lành tính và ác tính. Những tình trạng lành tính thường gặp nhất là viêm tuyến vú sau khi sinh, biến đổi về ngực u nang và đau ngực.
Sữa mẹ không liên quan đến mang thai được gọi là sữa ra khi không mang thai. Nó có thể do một số loại thuốc (như các loại thuốc điều trị tâm thần), tình trạng căng thẳng cơ thể cực đoan hoặc các rối loạn nội tiết. Sữa mẹ ở trẻ sơ sinh được gây ra bởi các hormone từ mẹ đã truyền vào máu của em bé trong thời kỳ mang thai.

## Ung thư vú
Ung thư vú là nguyên nhân phổ biến nhất gây tử vong do ung thư ở phụ nữ và cũng là một trong những nguyên nhân dẫn đến tử vong cao ở phụ nữ. Các yếu tố có thể giảm nguy cơ mắc ung thư vú bao gồm kiểm tra vú đều đặn bởi chuyên gia y tế, siêu âm vú định kỳ, kiểm tra tự kiểm tra ngực, ăn uống lành mạnh, tập thể dục để giảm mỡ thừa, và cho con bú.

### Ngực nam
Cả nam lẫn nữ đều phát triển ngực từ các mô sinh sản ban đầu. Tuy nhiên, ngực nam thường không chứa các đốm và túi nhỏ như ở ngực nữ. Hiếm khi có một số ít đốm xuất hiện, dẫn đến việc một số nam giới phát triển ung thư tuyến đốm ngực. Thông thường, nam sản xuất ít hormone nữ (estrogen) và nhiều hormone nam (androgen) như testosterone, làm giảm tác động của hormone nữ trong việc phát triển mô ngực quá mức. Tại thời kỳ dậy thì và ở nam, việc phát triển ngực không bình thường thể hiện qua hiện tượng sưng ngực do mất cân bằng giữa hormone nữ và nam trong cơ thể. Khoảng 70% nam thanh niên có thể tạm thời phát triển mô ngực trong giai đoạn dậy thì. Tình trạng này thường tự giải quyết trong vòng hai năm. Khi sữa ra ở nam giới xuất hiện, nó thường là triệu chứng của một vấn đề về tuyến yên.

### Phẫu thuật thẩm mỹ

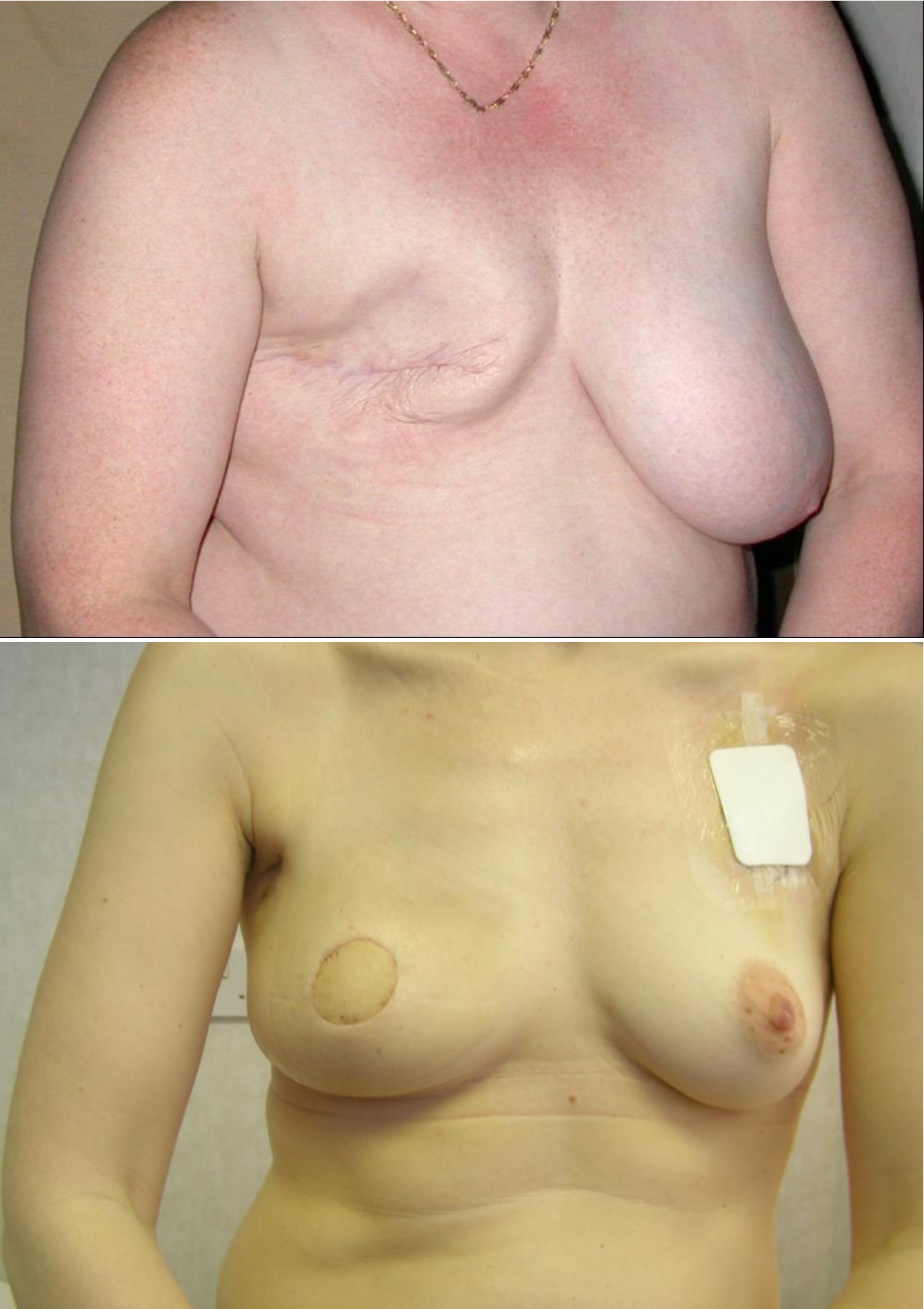
Phẫu thuật cắt bỏ vú thông thường (trên); phẫu thuật cắt bỏ vú bảo toàn da và tái tạo cơ học bắp đùi latissimus dorsi, trước khi tái tạo nhũ hoa và xăm trổ (dưới).

Phẫu thuật thẩm mỹ có thể được thực hiện để làm tăng hoặc giảm kích thước vú, hoặc để tái tạo vú trong trường hợp bị biến dạng do bệnh lý như ung thư vú. Các phẫu thuật tăng kích thước vú và nâng vú (mastopexy) thường chỉ được thực hiện vì mục đích thẩm mỹ, trong khi phẫu thuật giảm vú đôi khi được chỉ định về mặt y tế. Trong trường hợp vú của phụ nữ bị không đối xứng nghiêm trọng, có thể thực hiện phẫu thuật để làm to vú nhỏ hơn, làm nhỏ vú lớn hơn, hoặc cả hai.
Phẫu thuật tăng kích thước vú thường không ảnh hưởng đến khả năng cho con bú trong tương lai. Trong khi đó, phẫu thuật giảm vú thường dẫn đến giảm cảm giác ở vùng nhũ hoa, và giảm sự cung cấp sữa cho phụ nữ muốn cho con bú. Việc cấy ghép có thể làm ảnh hưởng đến quá trình mammography (hình ảnh X-quang vùng vú).

## Xã hội và văn hóa

### Tổng quan
Trong hình tượng Kitô giáo, một số tác phẩm nghệ thuật miêu tả phụ nữ cầm vú trong tay hoặc trên đĩa, thể hiện họ đã chết như nhà đạo tử do vú bị cắt đứt; ví dụ về điều này là Thánh Agatha của Sicilia.

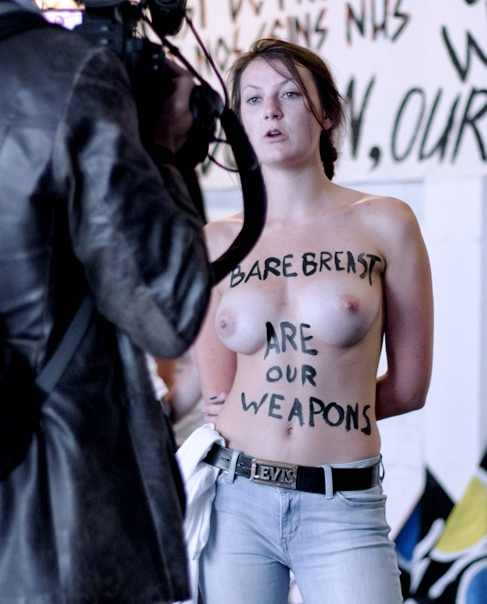
Thành viên Femen tham gia biểu tình

Femen là một nhóm hoạt động nữ quyền sử dụng việc trần truồng như một phần của các chiến dịch chống lại vấn nạn du lịch tình dục tấn công đối với các tình dục, tôn giáo, chống chủ nghĩa phân biệt giới và kỳ thị đồng tính. Các hoạt động của Femen thường bị cảnh sát bắt giữ đáp lại những cuộc biểu tình của họ.
Lịch sử sử dụng ngực nữ làm chủ đề cho tiết mục hài hước của các diễn viên hài có từ lâu (ví dụ, các tiết mục burlesque/slapstick của diễn viên hài người Anh Benny Hill).

### Lịch sử nghệ thuật
Trong xã hội tiền sử châu Âu, những tượng nữ có vẻ ngoại việc ngực phát triển hoặc được phóng đại đều phổ biến. Một ví dụ điển hình là Venus of Willendorf, một trong nhiều tượng nữ Venus figurines thời kỳ Tiền sử có hông và vòng ngực rất đầy đặn. Các hiện vật như bát, tượng đá và tượng thần có hình ngực được ghi chép từ năm 15.000 TCN đến cuối thời cổ đại trên khắp châu Âu, Bắc Phi và Trung Đông.
Nhiều nữ thần tượng trưng cho tình yêu và sự sinh sản được liên kết với ngực và sữa mẹ. Hình ảnh của nữ thần Phoenicia Astarte thường được biểu thị như những cột trang trí bằng những hình ngực. Isis, nữ thần Ai Cập đại diện cho nhiều điều, trong đó có sự làm mẹ lý tưởng, thường được miêu tả đang bú sữa cho vua pharaoh, xác nhận vị thế thần thánh của họ như những người cai trị. Thậm chí cả những vị thần nam tượng trưng cho tái sinh và sự sinh sản cũng thỉnh thoảng được biểu thị với các phần bổ như ngực, như vị thần sông Hapy được cho là chịu trách nhiệm cho việc tràn trề hàng năm của con sông Nile.

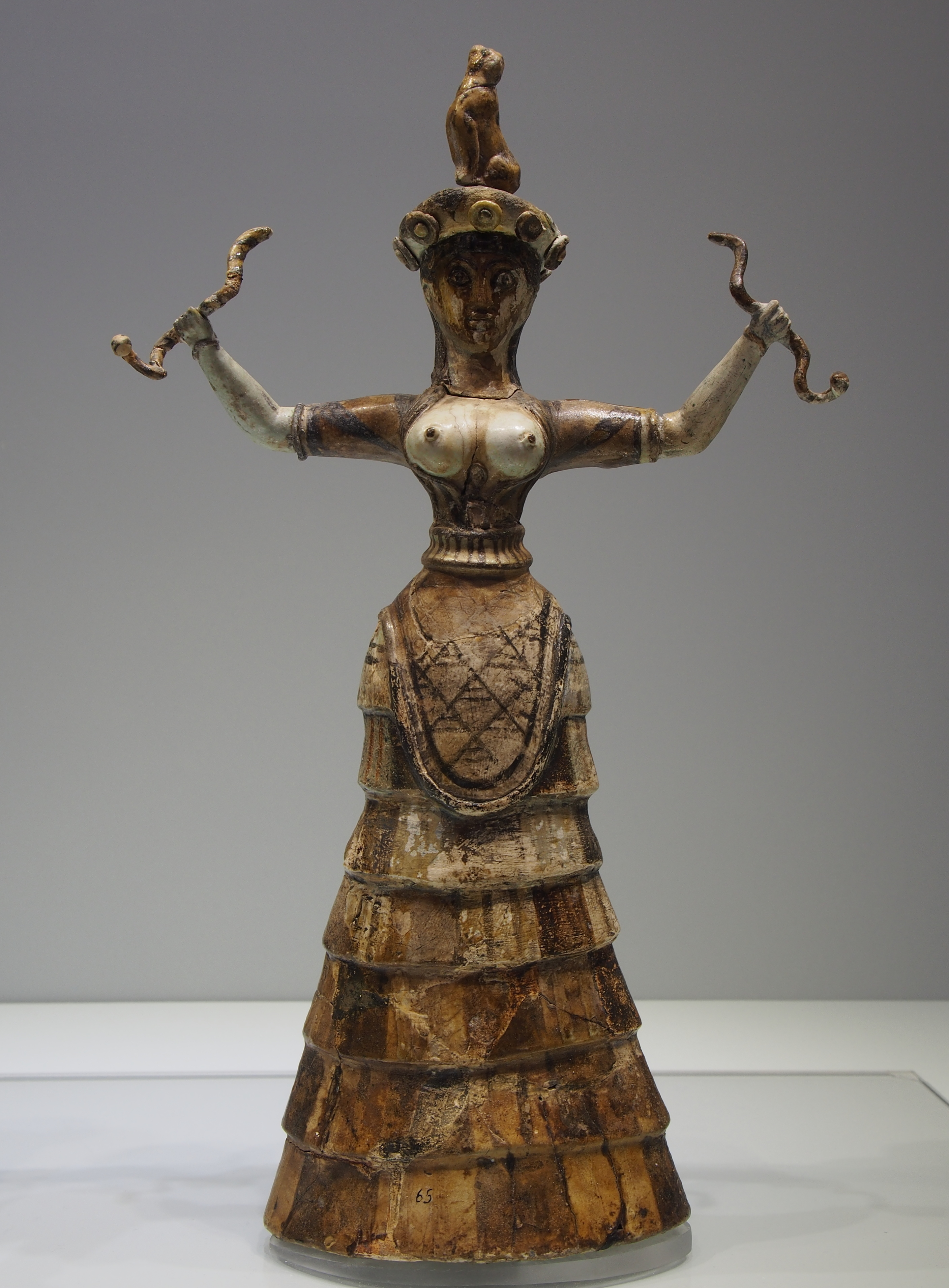
Bức tượng nữ thần rắn Creta thuộc Văn minh Minoan, khoảng năm k. 1600 TCN

Ngực nữ cũng xuất hiện nổi bật trong Nghệ thuật Minoan thông qua các tượng nữ thần nổi tiếng Snake Goddess, và một số tác phẩm khác, tuy nhiên hầu hết ngực nữ đều được che phủ. Ở Hy Lạp cổ đại, có nhiều tôn giáo tôn thờ "Kourotrophos", người mẹ cho con bú, được tượng trưng bởi các nữ thần như Gaia, Hera và Artemis. Việc tôn thờ các vị thần được tượng trưng bởi ngực nữ tại Hy Lạp trở nên hiếm khi vào thế kỷ một. Sự tôn thờ phổ biến các nữ thần giảm đi đáng kể trong thời kỳ sự gia tăng của các thành phố quốc gia Hy Lạp, một di sản được kế thừa trong Đế chế La Mã sau này.
Trong giai đoạn giữa nửa thế kỷ đầu TCN, văn hóa Hy Lạp trải qua một sự thay đổi từ từ trong cách nhìn về ngực nữ. Phụ nữ trong nghệ thuật thường che phủ bằng quần áo từ cổ xuống, bao gồm các nữ thần như Athena, bảo trợ của Athens tượng trưng cho sự nỗ lực anh dũng. Tuy nhiên cũng có những ngoại lệ: Aphrodite, nữ thần tình yêu, thường được miêu tả một cách trần trụi, tuy nhiên trong tư thế thể hiện sự nhút nhát hoặc khiêm tốn, một biểu tượng được so sánh với các bức tranh pin-up hiện đại bởi nhà sử học Marilyn Yalom. Mặc dù đàn ông trần trụi thường được miêu tả đứng thẳng, hầu hết những tượng trưng về nữ trần trụi trong nghệ thuật Hy Lạp thường xuất hiện "thường có tấm vải sát kín và tư thế hơi cúi mình, tự bảo vệ mình". Một truyền thuyết phổ biến tại thời điểm đó là về người phụ nữ Amazon, một bộ tộc của những nữ chiến binh hung hãn chỉ giao tiếp với nam giới để sinh sản và thậm chí cắt bỏ một ngực để trở thành chiến binh giỏi hơn (ý tưởng là ngực phải sẽ làm cản trở việc sử dụng cung và mũi tên). Huyền thoại này đã trở thành một chủ đề phổ biến trong nghệ thuật thời Hy Lạp và La Mã cổ đại và là một câu chuyện cảnh báo trái ngược.

### Hình ảnh cơ thể
Nhiều phụ nữ xem ngực của họ quan trọng đối với sự quyến rũ tình dục của họ, như một dấu hiệu về nữ tính quan trọng cho bản thân họ.

### Trang phục

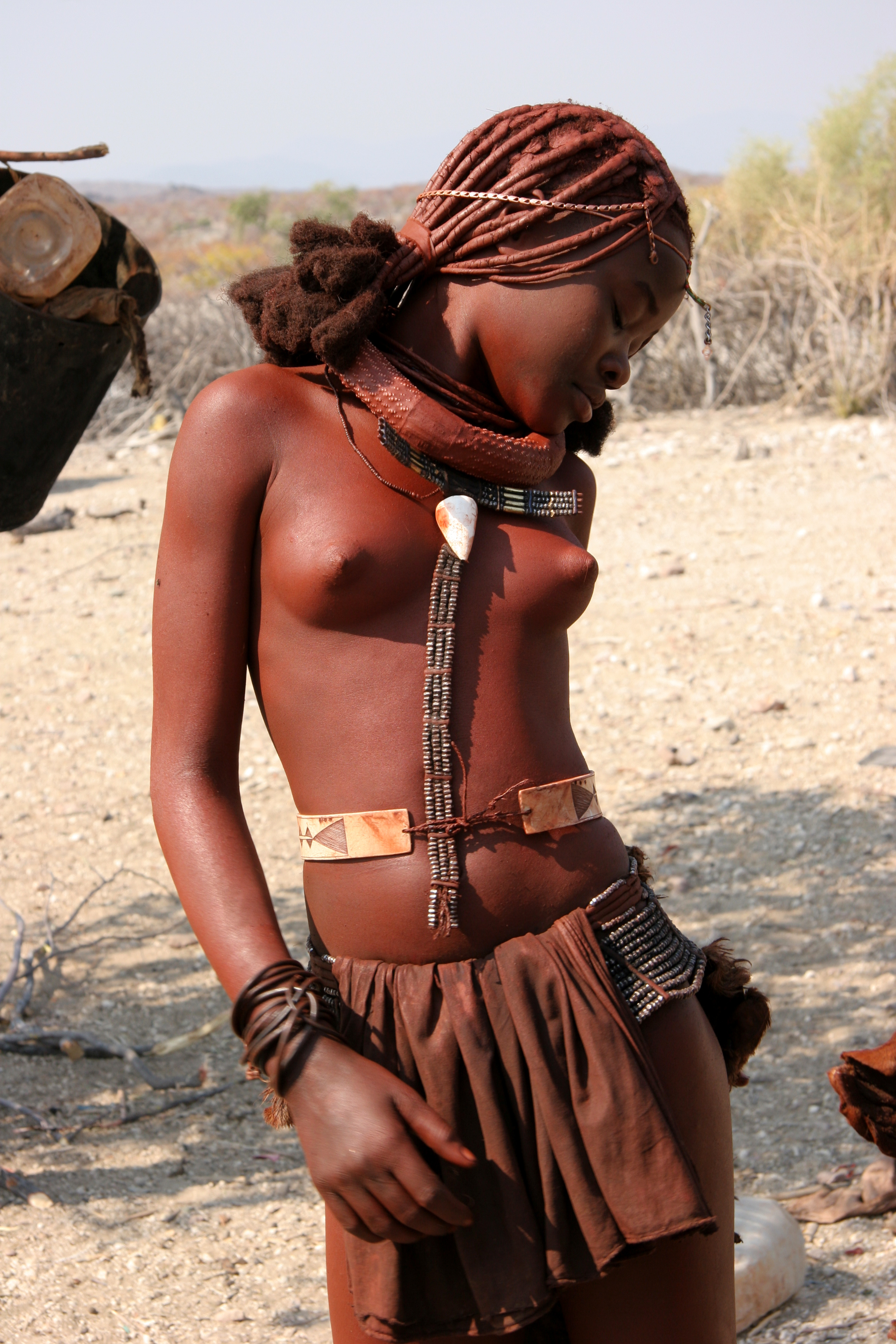
Như truyền thống trong văn hóa của họ, một phụ nữ Himba ở phía bắc Namibia mặc trang phục đầu và váy truyền thống

Bởi vì ngực chủ yếu là mô mỡ, hình dáng của chúng có thể — trong giới hạn — được định hình bằng trang phục như foundation garments. Bra thường được mặc bởi khoảng 90% phụ nữ ở phương Tây, và thường được mặc để được hỗ trợ. Quy chuẩn xã hội trong hầu hết các nền văn hóa Tây phương là phải che kín ngực ở nơi công cộng, tuy nhiên mức độ che phủ thay đổi tùy thuộc vào ngữ cảnh xã hội. Một số tôn giáo xem ngực nữ có đặc quyền đặc biệt, qua giảng dạy chính thức hoặc qua biểu tượng. Hồi giáo cấm phụ nữ tự do tiết lộ ngực của họ ở nơi công cộng.
Nhiều văn hóa, bao gồm các văn hóa ở Bắc Mỹ thuộc vùng Tây phương, liên kết ngực với tình dục và thường coi việc tiết lộ ngực là không đạo đức hoặc đúng đắn. Ở một số văn hóa, như người Himba ở phía bắc Namibia, phụ nữ không mặc áo để che ngực là điều bình thường. Ở một số văn hóa ở châu Phi, ví dụ, đùi được coi là có tính chất gợi dục cao và không bao giờ được tiết lộ ở nơi công cộng, nhưng việc tiết lộ ngực không bị cấm. Ở một số nước phương Tây và vùng lãnh thổ, việc phụ nữ tự do tiết lộ ngực tại bãi biển là chấp nhận được, tuy nhiên có thể không được chấp nhận ở trung tâm thành phố.
Thái độ xã hội và pháp luật về việc cho con bú ở nơi công cộng thay đổi rộng rãi. Ở nhiều nước, việc cho con bú ở nơi công cộng phổ biến, được bảo vệ bởi pháp luật và thường không được xem là vấn đề. Tuy nhiên, mặc dù việc này có thể là hợp pháp hoặc được xã hội chấp nhận, một số người mẹ có thể vẫn do dự tiết lộ ngực để cho con bú ở nơi công cộng do sự phản đối thực tế hoặc tiềm năng từ những người khác, những bình luận tiêu cực hoặc quấy rối. Ước tính khoảng 63% phụ nữ trên khắp thế giới đã từng cho con bú công khai. Ở Úc và nhiều nước châu Âu, phụ nữ tự do tiết lộ ngực tại bãi biển là hợp pháp và được chấp nhận văn hóa. Nhà làm phim Lina Esco đã làm một bộ phim mang tên Free the Nipple, nói về "...những luật pháp chống lại việc phụ nữ tiết lộ ngực hoặc các hạn chế về hình ảnh của vùng ngực của phụ nữ, nhưng không phải của nam, điều này Esco cho rằng là một ví dụ về chủ nghĩa phân biệt giới trong xã hội."

### Địa lý nhân hóa
Có nhiều ngọn núi được đặt theo tên ngực vì chúng có hình dáng giống như ngực và do đó là các đối tượng của tôn thờ tôn giáo và tôn thờ tổ tiên như biểu tượng của sự sinh sản và sự sung túc. Ở châu Á, có "Núi Ngực", nơi có một hang động mà Thiền sư Bồ Đề Đạt Ma (Da Mo) đã dành rất nhiều thời gian để thiền định. Những ngọn núi ngực khác như Núi Elgon trên biên giới Uganda-Kenya; Beinn Chìochan và Maiden Paps ở Scotland; Bundok ng Susong Dalaga ('Núi ngực của thiếu nữ') trên đảo Talim, Philippines; những ngọn đồi sinh đôi được biết đến với cái tên Paps of Anu (Dá Chích Anann hoặc 'những bộ ngực của Anu'), gần Killarney ở Ireland; độ cao 2.086 m của Tetica de Bacares hoặc La Tetica trong Sierra de Los Filabres, Tây Ban Nha; Khao Nom Sao ở Thái Lan, Cerro Las Tetas ở Puerto Rico; và những Bộ ngực của Aphrodite ở Mykonos, cùng với nhiều ví dụ khác. Ở Hoa Kỳ, dãy núi Teton được đặt theo từ tiếng Pháp có nghĩa là 'đầu vú'.

## Đo lường
Quá trình trưởng thành và kích thước của vùng ngực có thể được đo bằng nhiều phương pháp khác nhau. Các phương pháp này bao gồm Cấp độ Tanner, kích cỡ cúp áo ngực, thể tích ngực, sự khác biệt giữa ngực và ngực, đơn vị ngực, bán kính nửa vòng ngực, và chu vi ngực, cùng với các biện pháp đo khác.